# Душан Кецкаревић
Душан Кецкаревић (Београд, 12. септембар 1971) српски је молекуларни биолог-генетичар. Дипломирaо је 1998. године на Универзитету у Београду-Биолошком факултету, одсјек Молекуларна биологија и физиологија, а докторат "Молекуларно генетичка основа амиотрофичне латералне склерозе код пацијената у популацији Србије" одбранио је 2011. године. Члан је Српског биолошког друштва, Друштва генетичара Србије, Српског друштва за молекуларну биологију и члан Интернационалног друштва за форензичку генетику, Друштва српских родословаца „Порекло” гдје је предсједник научног савета Српског ДНК пројекта. Од 2008. године Кецкаревић је изабран за судског вјештака за ужу област форензичка генетика - ДНК анализе од стране Министарства правде Републике Србије. Обавља и дужност помоћника руководиоца Центра за примјену и развој ПЦР-а Биолошког факултета (сада Центра за хуману молекуларну генетику) за вјештачења у области кривично-правних процедура.

## Научни рад
Аутор је бројних студија међу којима:
M21- Рад у врхунском међународном часопису
- Kecmanović, M.; Jović, N.; Keckarević‐Marković, M.; Keckarević, D.; Stevanović, G.; Ignjatović, P.; Romac, S. (2016). „Clinical and genetic data on Lafora disease patients of Serbian/Montenegrin origin”. Clinical Genetics. 89 (1): 104—108. PMID 25683376. S2CID 7451265. doi:10.1111/cge.12570.
- Gagic, Milica; Markovic, Milica Keckarevic; Kecmanovic, Miljana; Keckarevic, Dusan; Mladenovic, Jelena; Dackovic, Jelena; Milic-Rasic, Vedrana; Romac, Stanka (2016). „Analysis of PMP22 duplication and deletion using a panel of six dinucleotide tandem repeats”. Clinical Chemistry and Laboratory Medicine (CCLM). 54 (5): 773—780. PMID 26479344. S2CID 10092814. doi:10.1515/cclm-2015-0602.
- Keckarević, Dušan; Stević, Zorica; Keckarević-Marković, Milica; Kecmanović, Miljana; Romac, Stanka (2012). „A novel P66S mutation in exon 3 of the SOD1 gene with early onset and rapid progression”. Amyotrophic Lateral Sclerosis. 13 (2): 237—240. PMID 22214314. S2CID 13341057. doi:10.3109/17482968.2011.627588.
- Keckarevic-Markovic, Milica; Milic-Rasic, Vedrana; Mladenovic, Jelena; Dackovic, Jelena; Kecmanovic, Miljana; Keckarevic, Dusan; Savic-Pavicevic, Dusanka; Romac, Stanka (2009). „Mutational analysis of GJB1 , MPZ , PMP22 , EGR2 , and LITAF/SIMPLE in Serbian Charcot-Marie-Tooth patients”. Journal of the Peripheral Nervous System. 14 (2): 125—136. PMID 19691535. S2CID 28848763. doi:10.1111/j.1529-8027.2009.00222.x.
- Kecmanović, Miljana; Ristić, Aleksandar J.; Sokić, Dragoslav; Keckarević-Marković, Milica; Vojvodić, Nikola; Ercegovac, Marko; Janković, Slavko; Keckarević, Dušan; Savić-Pavićević, Dušanka; Romac, Stanka (2009). „Coexistence of Unverricht-Lundborg disease and congenital deafness: Molecular resolution of a complex comorbidity”. Epilepsia. 50 (6): 1612—1615. PMID 19170735. S2CID 29486735. doi:10.1111/j.1528-1167.2008.01937.x.
- Stevanović, Miljana; Dobričić, Valerija; Keckarević, Dušan; Perović, Aleksandar; Savić-Pavićević, Dušanka; Keckarević-Marković, Milica; Jovanović, Aleksandar; Romac, Stanka (2007). „Human Y-specific STR haplotypes in population of Serbia and Montenegro”. Forensic Science International. 171 (2–3): 216—221. PMID 16806776. doi:10.1016/j.forsciint.2006.05.038.
- Keckarević, Dušan; Savić, Dušanka; Keckarević, Milica; Stevanović, Miljana; Tarasjev, Aleksej; Čuljković, Biljana; Đarmati, Ana; Vukosavić, Slobodanka; Romac, Stanka (2005). „Population data on 14 STR loci from population of Serbia and Montenegro (New and renewed data)”. Forensic Science International. 151 (2–3): 315—316. PMID 15939169. doi:10.1016/j.forsciint.2005.01.009.
- Savi?, Du?Anka; Rako?Vi?-Stojanovi?, Vidosava; Keckarevi?, Du?an; ?Uljkovi?, Biljana; Stojkovi?, Oliver; Mladenovi?, Jelena; Todorovi?, Slobodanka; Apostolski, Slobodan; Romac, Stanka (2002). „250 CTG repeats in DMPK is a threshold for correlation of expansion size and age at onset of juvenile-adult DM1”. Human Mutation. 19 (2): 131—139. PMID 11793472. S2CID 42660271. doi:10.1002/humu.10027.
- ?Uljkovi?, B.; Stojkovi?, O.; Savi?, D.; Zamurovi?, N.; Ne?i?, M.; Major, T.; Keckarevi?, D.; Romac, S.; Zamurovi?, B.; Vukosavi?, S. (2000). „Comparison of the number of triplets inSCA1, MJD/SCA3, HD, SBMA, DRPLA, MD, FRAXA andFRDA genes in schizophrenic patients and a healthy population”. American Journal of Medical Genetics. 96 (6): 884—887. PMID 11121205. doi:10.1002/1096-8628(20001204)96:6<884::AID-AJMG41>3.0.CO;2-M.
- Keckarevic, Dusan; Culjkovic, Biljana; Savic, Dusanka; Stojkovic, Oliver; Kostic, Vladimir; Vukosavic, Slobodanka; Romac, Stanka (2000). „The Status of SCA1, MJD/SCA3, FRDA, DRPLA and MD Triplet Containing Genes in Patients with Huntington Disease and Healthy Controls”. Journal of Neurogenetics. 14 (4): 257—263. PMID 11342385. S2CID 41845619. doi:10.3109/01677060009084502.

M22 - Рад у истакнутом међународном часопису
- Kecmanović, Miljana; Jović, Nebojša; Čukić, Mirjana; Keckarević-Marković, Milica; Keckarević, Dušan; Stevanović, Galina; Romac, Stanka (2013). „Lafora disease: Severe phenotype associated with homozygous deletion of the NHLRC1 gene”. Journal of the Neurological Sciences. 325 (1–2): 170—173. PMID 23317923. S2CID 34474884. doi:10.1016/j.jns.2012.12.006.
- Šarić, M.; Zamurović, Lj; Keckarević-Marković, M.; Keckarević, D.; Stevanović, M.; Savić-Pavićević, D.; Jović, J.; Romac, S. (2006). „Frequency of the hemochromatosis gene mutations in the population of Serbia and Montenegro”. Clinical Genetics. 70 (2): 170—172. PMID 16879202. S2CID 30037594. doi:10.1111/j.1399-0004.2006.00655.x.
- Topisirovic, I.; Dragaševic, N.; Savic, D.; Ristic, A.; Keckarevic, M.; Keckarevic, D.; Culjkovic, B.; Petrovic, I.; Romac, S.; Kostic, V. S. (2002). „Genetic and clinical analysis of spinocerebellar ataxia type 8 repeat expansion in Yugoslavia”. Clinical Genetics. 62 (4): 321—324. PMID 12372061. S2CID 39639412. doi:10.1034/j.1399-0004.2002.620412.x.
- Savić, Dušanka; Topisirović, Ivan; Keckarević, Milica; Keckarević, Dušan; Major, Tamara; Čuljković, Biljana; Stojković, Oliver; Rakočević-Stojanović, Vidosava; Mladenović, Jelena; Todorović, Slobodanka; Apostolski, Slobodan; Romac, Stanka (2001). „Is the 31 CAG repeat allele of the spinocerebellar ataxia 1 (SCA1) gene locus non-specifically associated with trinucleotide expansion diseases?”. Psychiatric Genetics. 11 (4): 201—205. PMID 11807410. S2CID 45461790. doi:10.1097/00041444-200112000-00004.

М23 - Рад у међународном часопису M23
- Kecmanović M, Ristic AJ, Ercegovac M, Keckarević-Marković M, Keckarević D, Sokic D, Romac S (2014). „A Shared Haplotype Indicates a Founder Event in Unverricht-Lundborg Disease Patients from Serbia”. Int J Neurosci. 24 (2): 102—9.
- Keckarevic Markovic, M. P.; Dackovic, J.; Mladenovic, J.; Milic-Rasic, V.; Kecmanovic, M.; Keckarevic, D.; Romac, S. (2013). „An algorithm for genetic testing of Serbian patients with demyelinating Charcot-Marie-Tooth”. Genet Test Mol Biomarkers. 17 (1): 85—7. PMC 3525895 . PMID 23163601. doi:10.1089/gtmb.2012.0238.
- Kecmanović, M.; Dobricić, V.; Dimitrijević, R.; Keckarević, D.; Savić-Pavićević, D.; Keckarević-Marković, M.; Ivkovic, M.; Romac, S. (2010). „Schizophrenia and apolipoprotein e gene polymorphism in Serbian population”. Int J Neurosci. 120 (7): 502—6. PMID 20583903. S2CID 33540118. doi:10.3109/00207451003765956.
- Dimitrijević, R.; Cadez, I.; Keckarević-Marković, M.; Keckarević, D.; Kecmanović, M.; Dobricić, V.; Savić-Pavićević, D.; Brajusković, G.; Romac, S. (2010). „Polymorphisms of the prion protein gene (PRNP) in a Serbian population”. Int J Neurosci. 120 (7): 496—501. PMID 20583902. S2CID 31055392. doi:10.3109/00207451003765907.
- Janković, N.; Kecmanović, M.; Dimitrijević, R.; Keckarević Marković, M.; Dobricić, V.; Keckarević, D.; Savić Pavicević, D.; Romac, S. (2008). „HD phenocopies--possible role of Saitohin gene”. Int J Neurosci. 118 (3): 391—7. PMID 18300012. S2CID 3281503. doi:10.1080/00207450701593103.
- Savić, D.; Keckarević, D.; Branković-Srećković, V.; Apostolski, S.; Todorović, S.; Romac, S. (2006). „Clinical case report atypical myopathy in a young girl with 91 CTG repeats in DM1 locus and a positive DM1 family history”. Int J Neurosci. 116 (12): 1509—18. PMID 17145685. S2CID 43474859. doi:10.1080/00207450600553182.
- Romac S, Čuljković B, Vukosavić S, Stojković O, Savić D, Keckarević D, Zamurović N, Major T, Keckarević M, Topisirović I (2001). „Dynamic mutations as a cause of hereditary neurological and psichiatric diseases”. Yugoslav Med Biochem. 10: 1—7.